# حشمت مهاجراني
حشمت مهاجراني، من مواليد يناير 1936 في مشهد في إيران، لاعب كرة قدم إيراني سابق ومدرب كرة قدم إيراني سابق.
و قد كان يلعب مع نادي استقلال طهران حتى عام 1963.
و قد بدأ بالتدريب في عام 1971 وحتى عام 1974 وقاد خلال تلك الفترة الفريق الوطني لكرة القدم تحت 23 إيران، وفي عام 1974 انتقل إلى تدريب منتخب إيران لكرة القدم وحتى عام 1976 كمساعد مدرب، وفي عام 1976 انتقل إلى تدريب منتخب إيران لكرة القدم حتى عام 1978، وفي عام 1979 انتقل إلى تدريب نادي الشعب الإماراتي، ودربهم حتى عام 1981، وفي عام 1991 انتقل إلى تدريب منتخب الإمارات لكرة القدم، وفي عام 1992 انتقل تدريب منتخب عمان لكرة القدم ودربهم حتى عام 1994.

## روابط خارجية
- حشمت مهاجراني على موقع عالم كرة القدم.نت (الإنجليزية)
- حشمت مهاجراني على موقع أوليمبيديا (الإنجليزية)